# Gerry Taylor
Gerry Taylor (Kingston upon Hull, 15 agosto 1947) è un ex calciatore inglese, di ruolo difensore.

## Carriera
Cresciuto nel Wath Wanderers e nel Wolverhampton, esordisce nella prima squadra dei Wolves nella Second Division 1966-1967 e grazie al secondo posto ottenuto viene promosso in massima serie.
Con i Wolves disputò l'unica edizione del campionato dell'United Soccer Association, lega che poteva fregiarsi del titolo di campionato di Prima Divisione su riconoscimento della FIFA, nel 1967: quell'edizione della Lega fu disputata utilizzando squadre europee e sudamericane in rappresentanza di quelle della USA, che non avevano avuto tempo di riorganizzarsi dopo la scissione che aveva dato vita al campionato concorrente della National Professional Soccer League; la squadra di Los Angeles fu rappresentata per l'appunto dal Wolverhampton. I "Wolves" vinsero la Western Division e batterono in finale i Washington Whips che erano rappresentati dagli scozzesi dell'Aberdeen.
L'anno seguente è chiuso al diciassettesimo posto finale mentre quello successivo il sedicesimo.
Nella stagione 1969-1970 ottiene il tredicesimo posto finale a cui ne seguì un quarto nella First Division 1970-1971, acquisendo il diritto a partecipare alla prima Coppa UEFA. Ottiene il nono posto nella stagione 1971-1972 e raggiunge la finale della Coppa UEFA 1971-1972, perdendo il trofeo contro il Tottenham. Nella First Division 1972-1973 si piazza al quinto posto finale, qualificandosi alla Coppa UEFA 1973-1974. 
La stagione 1973-1974 è chiusa al dodicesimo posto ottenendo comunque la qualificazione alla coppa UEFA, mentre il cammino in Europa termina ai sedicesimi di finale. L'anno seguente è concluso nuovamente al dodicesimo posto con i Wolves eliminati ai trentaduesimi di finale nella Coppa UEFA 1974-1975. La First Division 1975-1976, dopo aver giocato in prestito tra l'ottobre ed il novembre 1975 in prestito allo Swindon Town Football Club, si conclude con la retrocessione del club di Taylor nella cadetteria inglese. Lasciato al termine della stagione il calcio giocato, Taylor entrò nella polizia.

## Palmarès
- Campionato statunitense di calcio: 1

Los Angeles Wolves: 1967
- Second Division: 1

Wolverhampton Wanderers: 1974-1975